# Fondation pour l'enfance
 (mars 2025).
La Fondation pour l'Enfance est une fondation française créée en 2012 par l'union de deux fondations au service de l'enfance en difficulté : la Fondation pour l'Enfance, du même nom, créée en 1977 par Anne-Aymone Giscard d'Estaing (épouse du président de la République française Valéry Giscard d'Estaing de 1974 à 1981) et la Fondation Protection de l'Enfance créée en 2010. Cette dernière avait pour mission de soutenir les associations du Centre Français de Protection de l'Enfance (CFPE).
Reconnue d'utilité publique et pouvant abriter sous son égide des fondations et associations œuvrant pour l'enfance en difficulté, la Fondation pour l'Enfance œuvre pour faire progresser la protection de l'enfance, et veille à la chasse et à la traque judiciaires des détenteurs d'images pédopornographiques. La Fondation pour l'Enfance a obtenu en France la condamnation de plus de 200 délinquants, grâce à l'aide bénévole de ses avocats historiques Maître Olivier Baratelli et Céline Astolfe.

## Historique
En 1977 la Fondation Anne-Aymone Giscard d'Estaing est fondée. Elle qui devient Fondation pour l'Enfance en 1996 avec un don de 1,6 million de francs issu des droits d'auteur du livre Démocratie française de Valéry Giscard d'Estaing.
La Fondation pour l'Enfance a soutenu depuis son origine plus de 140 fondations et associations qui œuvrent pour l'enfance en difficulté avec un budget annuel d'environ 2 à 3 millions d'euros de dons issus majoritairement de nombreuses grandes entreprises dont Chaumet, Van Cleef & Arpels, L'Oréal, Smalto, Xerox... et d'une prestigieuse soirée de gala de bienfaisance annuelle, La Nuit internationale de l'enfance, organisée à l'Orangerie du château de Versailles avec la participation historique des princesse Diana de Galles, reine Rania de Jordanie, reine Paola de Belgique, princesse Mathilde de Belgique, reine Silvia de Suède, princesse Victoria de Suède ou encore Bernadette Chirac et de nombreuses personnalités du monde du gotha, de la politique, du monde du spectacle, des arts, des médias ou de la mode,.
Lors de ces soirées dont la direction artistique était assurée par Jean-François Vazelle, les plus grandes étoiles de l'Opéra national de Paris ont accepté de s'y produire gracieusement.
Pendant 35 ans, la Fondation pour l'Enfance a contribué à la progression des droits des enfants en France en mobilisant les associations et les acteurs de terrain, en informant et formant les publics et professionnels spécialisés, et en apportant son soutien aux chercheurs.
En 2012, la Fondation pour l'Enfance fusionne avec la Fondation Protection de l'Enfance, créée en 2010, et dont la mission était de venir en aide, moralement et matériellement, aux personnes et aux associations se consacrant à la protection de l’enfance et à l’aide à la fonction parentale. 

## Missions
Les missions actuelles de la Fondation pour l'Enfance sont : 
- le soutien à l'exercice parental ;
- la lutte contre toutes les formes de maltraitances, incluant les violences éducatives ordinaires (fessées, gifles, tapes...) ;
- le développement du parrainage de proximité, qui consiste à parrainer un enfant dans une situation difficile ;
- le développement d'outils de prévention sur les dangers liés aux usages du numérique et les risques extra-familiaux (tels que le harcèlement scolaire);
- le suivi judiciaire des affaires de pédopornographie, délit prévu et réprimé par l'article 227-23 du Code Pénal.

## Principales dates et réalisations
- 1977 : reconnue d'utilité publique par décret du 2 décembre.
- 1979 : publication du premier rapport sur l'enfance maltraitée.
- 1984 : ouverture du centre de documentation de la Fondation pour l'Enfance spécialisé sur la protection de l'Enfance. C'est la première structure à informatiser des données relatives aux abus sexuels.
- 1987 : agréée institution d'intérêt général à caractère humanitaire le 22 avril.
- Participation à l’élaboration et à la promotion de la convention relative aux droits de l'enfant, ratifiée par la France en 1990.
- 1989 : première campagne de sensibilisation sur l'enfance maltraitée.
- 1990 : création de SOS Enfance Maltraitée, devenu le 119 - Allô Enfance en Danger. Le dispositif est aujourd'hui[Depuis quand ?] géré par le GIP Enfance en danger.
- 1990 : création et organisation des Prix Médias, en partenariat avec l'association Enfance Majuscule, pour couronner les meilleurs émissions, reportages et documents relatifs à la problématique de l'enfance, à la construction des repères familiaux et sociaux. Depuis 2013, l'association Enfance Majuscule a pris le relais de l'organisation de ce prix.
- 1995 : organisation du premier forum international sur les droits de l'enfant, en collaboration avec l'Organisation des Nations unies pour l'éducation, la science et la culture (UNESCO), le Fonds des Nations unies pour l'enfance (UNICEF) et le Bureau international catholique de l'enfance.
- 2003 : création de la journée internationale des enfants disparus en France, avec les associations La Mouette et Aide aux parents d'enfants victimes[7].
- 2004 : création de SOS Enfants Disparus, à l'initiative de la Fondation pour l'Enfance et des associations La Mouette et Aide aux parents d'enfants victimes[8]. En 2009, SOS Enfants Disparus devient le numéro européen 116 000 Enfants Disparus[9]. La Fondation pour l'Enfance assure l’animation et la coordination des activités du dispositif téléphonique jusqu'en 2012, année où le CFPE-Enfants Disparus prend le relais[10].
- 2011 : lancement d'une campagne web et TV de prévention des violences éducatives ordinaires.
- 2012 : fusion avec la Fondation Protection de l'Enfance (fondation similaire créée en 2010 et émanant du Centre Français de Protection de l'Enfance), dont Anne-Aymone Giscard d'Estaing devient présidente d'honneur. La nouvelle Fondation est reconnue d'utilité publique le 27 juillet 2012.
- 2012 : développement du réseau national de parrainage de proximité.
- 2013 : lancement de la campagne web et TV de prévention des violences éducatives ordinaires Il n'y a pas de petite claque.

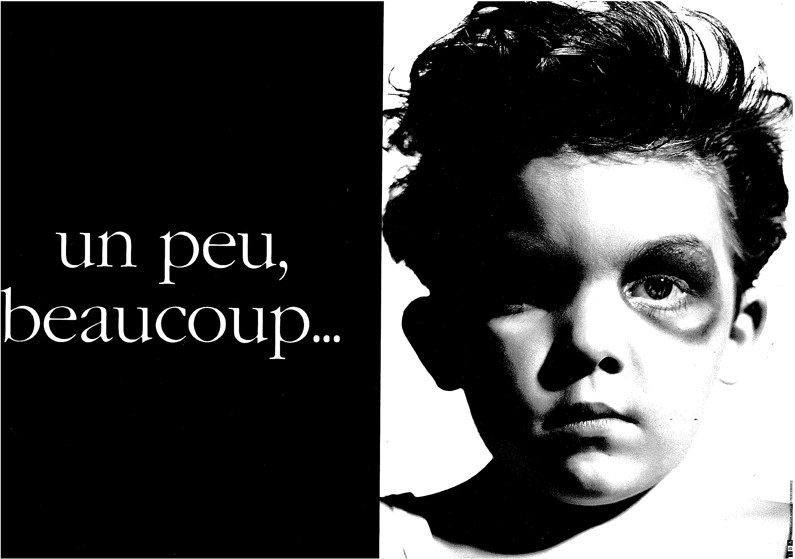
Campagne de sensibilisation sur l'enfance maltraitée en 1989.

## Principales campagnes de sensibilisation
Dans les années 1980, la Fondation pour l'Enfance participe aux campagnes officielles mises en place par les pouvoirs publics (1984 : Mon corps, c'est mon corps ; 1988 : Les abus sexuels à l'égard des enfants, comment en parler ?).
En 1989, la Fondation pour l'Enfance lance la première campagne de sensibilisation sur l'enfance maltraitée. Cette même année, le ministère des Affaires sociales choisi de faire de l'enfance maltraitée son grand thème de campagne.
Depuis le début des années 2000, soit depuis plus de 15 ans, la Fondation pour l'Enfance est présente dans les tribunaux judiciaires de tout le territoire français pour porter la défense et l’assistance de l’enfance en danger. 
La Fondation pour l'Enfance a, à cet effet, mandaté Maître Olivier Baratelli et tous les membres bénévoles du Cabinet Lombard Baratelli & associés (avocats au barreau de Paris) pour se constituer partie civile dans tous les dossiers de diffusion, fixation, enregistrement, transmission, détention, importation, exportation et captation d’images d’un mineur présentant un caractère pornographique, faits prévus et réprimés par l’article 227-23 du Code Pénal.
Ces actions de la Fondation pour l'Enfance ont également une vertu pédagogique. Dans le cadre de l’exécution des peines de sursis avec mise à l’épreuve prononcées par les tribunaux, les personnes condamnées ont notamment pour obligation d’indemniser la Fondation pour l'Enfance au titre de la réparation du préjudice causé à l’enfance en danger.
Au vu des différentes affaires, récentes ou non, de pédophilie, la Fondation pour l'Enfance s'engage aussi dans la lutte contre la (cyber)pédopornographie, en se constituant, entre autres, partie civile à travers ses différents avocats mandatés.
En 2011, la Fondation pour l'Enfance lance une campagne web et TV de prévention contre les violences éducatives ordinaires (VEO). Les VEO peuvent être physiques (gifles, fessées...) comme psychologiques, et ont la particularité d'être justifiées pour leurs supposées vertus éducatives. De nombreuses recherches médicales sur le long terme ont démontré les effets nocifs de ces violences sur le développement de l’enfant et sur l’équilibre futur de l’adulte qu’il deviendra (psychologique, sexuel, professionnel et même population plus à risque de maladies liées au stress).
La campagne de 2011 met en avant le caractère transgénérationnel de la transmission des violences éducatives.
En 2013, une deuxième campagne web et TV contre les violences éducatives ordinaires est lancée. Sous le slogan Une petite claque pour vous, une grande claque pour lui, cette campagne met en avant la différence de perception qu'un adulte et un enfant peuvent avoir d'un acte violent.
Dans le cadre du 25e anniversaire de la Convention relative aux droits de l'enfant, la Fondation pour l'Enfance lance en 2015 l'opération des numéros pour l'enfance. Sur un seul et même portail web sont répertoriés les 9 dispositifs téléphoniques principaux d'aide à l'enfance et de soutien à la parentalité (119 - Allô Enfance en Danger, 116 000 Enfants Disparus, Inter Service Parents...). Les thématiques couvertes par ces différents numéros sont nombreuses : harcèlement scolaire, disparitions, maltraitances, soutien aux parents...

## Publications
La Fondation pour l'Enfance a publié de nombreux guides et ouvrages concernant la problématique de l'enfance :
- 2001 : De la violence conjugale à la violence parentale[13]
- 2002 : L'administrateur ad hoc[14]
- 2003 : La sexualité à l'adolescence[15]
- 2003 : L'enfant et son parent incarcéré[16]
- 2005 : La résilience : le réalisme de l'espérance[17]
- 2009 : Les droits de l'enfant, une affaire d'adultes ![18]
- 2011 : Guide de l'attachement en familles d'accueil et adoptives[19]
- 2012 : Guide "Devenir parent, pas si facile !"[20]

## Fondations abritées et fonds sous égide
La Fondation pour l'Enfance est une fondation reconnue d'utilité publique avec une capacité abritante. Elle peut donc avoir sous son égide des fondations et fonds dont les missions rejoignent celles de la Fondation pour l'Enfance.
Actuellement[Quand ?], deux fondations sont abritées et deux fonds sont sous l'égide de la Fondation pour l'Enfance :
- la Fondation Agir contre les disparitions d'enfants, créée en 2015 par le CFPE-Enfants Disparus, association qui gère le dispositif 116 000 Enfants Disparus ;
- la Fondation Vision du Monde créée en 2015 par l'association Vision du Monde ;
- le Fonds Enfants d'Irak, destiné à l'accueil et l'insertion des familles chrétiennes d'Irak réfugiées en France ;
- le Fonds Goélands, soutenant les enfants atteints de maladies génétiques et les adolescents/étudiants en difficulté sociale.